# 德米特里·雅科文科
德米特里·奥列戈维奇·雅科文科（俄语：Дмитрий Олегович Яковенко，1983年6月29日—），俄罗斯国际象棋棋手、特级大师。
雅科文科于2012年获得欧洲国际象棋个人冠军，并于2013年、2014年获俄罗斯杯冠军。此外，他还作为俄罗斯国家队的一员，获得了2009年世界国际象棋团体锦标赛冠军，2007年、2015年欧洲国际象棋团体锦标赛冠军。
雅科文科职业生涯的最高排名为世界第五。